# RTI International
Le Research Triangle Institute, connu sous le nom de RTI International, est une organisation à but non lucratif dont le siège se trouve dans le Research Triangle Park en Caroline du Nord. RTI fournit des services de recherche et des services techniques. Il est fondé en 1958 avec un financement de 500 000 dollars provenant d'entreprises locales et des trois universités de Caroline du Nord qui forment le Research Triangle. Les recherches du RTI portent sur des sujets tels que le VIH/SIDA, les soins de santé, les programmes d'enseignement et l'environnement, entre autres. L'Agence des États-Unis pour le développement international représente environ 35 % des revenus de la recherche du RTI.

## Histoire

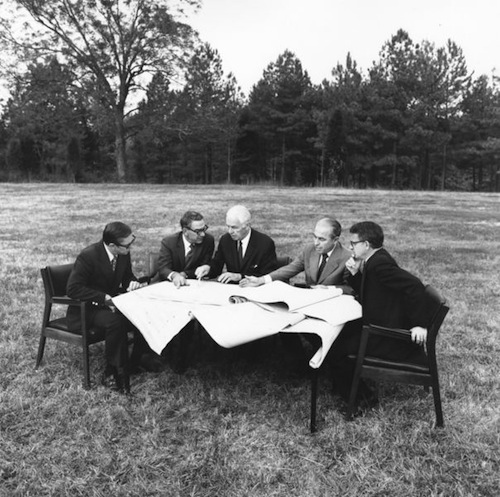
Planification du Research Triangle Park

En 1954, un entrepreneur en bâtiment rencontre le trésorier de l'État de Caroline du Nord et le président de Wachovia pour discuter de la construction d'un parc de recherche en Caroline du Nord afin d'attirer de nouvelles industries dans la région,. Ils obtiennent le soutien du gouverneur de l'État, Luther Hodges, et des trois universités qui forment le triangle de la recherche : l'université de Caroline du Nord à Chapel Hill, l'université Duke et l'université d'État de Caroline du Nord. Le Research Triangle Institute (aujourd'hui RTI International) est créé par les fondateurs du parc en tant que premier locataire du parc de recherche en 1958. Au mois de janvier suivant, ils annoncent que 1,425 million de dollars ont été collectés par la Research Triangle Foundation pour financer le parc et que 500 000 dollars de cette somme sont réservés à RTI International,.
RTI commence avec trois divisions : Développement des isotopes, Sciences opérationnelles et Recherche statistique. Son premier contrat est une étude statistique de 4 500 dollars sur les données de morbidité du Tennessee,. Au cours de sa première année d'activité, le RTI compte 25 employés et 240 000 $ en contrats de recherche. Ses premiers travaux sont axés sur les statistiques, mais quelques années plus tard, le RTI étend ses activités aux radio-isotopes, à la chimie organique et aux polymères. En 1960, l'institut obtient son premier contrat de recherche international pour un recensement agricole au Nigeria. RTI décroche des contrats avec le département de l'Éducation, le département de la Défense, la NASA et la Commission de l'énergie atomique, dont le montant passe de 3,4 millions de dollars de contrats en 1964 à 85 millions de dollars en 1988.
En 1971, le personnel de la RTI, au nombre de 430, est réorganisé en quatre groupes de recherche : systèmes sociaux et économiques, sciences statistiques, sciences et ingénierie environnementales, et chimie et sciences de la vie. Il crée également une division pour l'éducation appelée le Center for Education Research and Evaluation. Quatre ans plus tard, RTI cré le Bureau des programmes internationaux pour gérer les projets internationaux. Le RTI fournit une aide financière pour aider à fonder la North Carolina School of Science and Mathematics en 1980. Deux ans plus tard, il participe à une coentreprise pour créer le Microelectronics Center of North Carolina (MCNC), un organisme à but non lucratif dont le réseau informatique relie les écoles locales de la maternelle à la 12e année.

## Organisation
RTI International est une organisation de recherche à but non lucratif initialement créée par trois universités locales, mais elle est gérée par un conseil d'administration et une équipe de gestion distincts. La structure de RTI comprend les membres de la société, le conseil d'administration et les dirigeants de la société. Les membres de la société élisent les gouverneurs, qui à leur tour élaborent les politiques de l'organisation.
RTI compte principalement huit domaines de pratique et a également une activité distincte appelée RTI Health Solutions, qui soutient les entreprises de biotechnologie, de diagnostic et de dispositifs médicaux. En 2012, les plus grands domaines de service de l'organisation sont les sciences sociales, statistiques et environnementales. Plus de la moitié du personnel de RTI possède des diplômes supérieurs et travaille sur environ 1 200 projets à la fois.
RTI a douze bureaux aux États-Unis et douze sites internationaux, soutenant des opérations dans 80 pays. Environ 60 % du personnel de RTI est basé sur un campus de 180 acres dans le Research Triangle Park,. La plupart des financements de RTI International proviennent de contrats de recherche gouvernementaux. En 2018, le personnel de RTI rédige 1 052 articles de journaux. L'institut soumissionne sur deux milliards de dollars de contrats de recherche par an et remporte environ 40 % du budget sur lequel il soumissionne.

## Projets

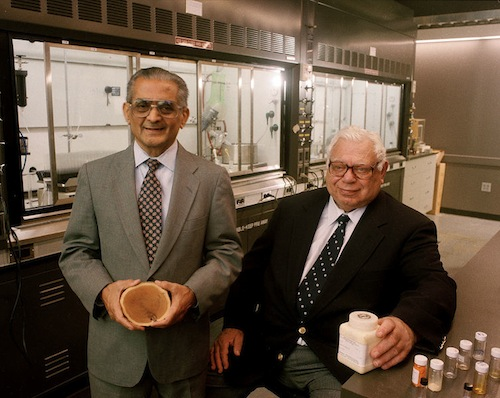
Wani (à gauche) et Wall (à droite) tenant un morceau d'écorce d'arbre utilisé pour synthétiser des médicaments anticancéreux.

Les recherches de RTI International portent sur des domaines tels que le cancer, la pollution, la toxicomanie et l'éducation.
Les scientifiques de la RTI, Monroe Eliot Wall (en) et Mansukh C. Wani (en), ont synthétisé les traitements anticancéreux que sont la camptothécine en 1966, issue de l'écorce de l'arbre Camptotheca, et le Taxol en 1971, issu d'un if du Pacifique,. Ces deux médicaments représentent un chiffre d'affaires de 3 milliards de dollars par an pour les sociétés pharmaceutiques. En 1986, RTI obtient un contrat de 4 millions de dollars avec l'institut national du cancer pour mener un essai clinique de huit ans sur les effets d'une campagne antitabac. Deux ans plus tard, RTI lance un programme de 4,4 millions de dollars pour coordonner les essais de médicaments contre le sida pour les National Institutes of Health. Ce montant passe à 26 millions de dollars en 1988.
RTI aide à identifier les produits chimiques toxiques dans le Love Canal dans les années 1970. En 1978, ils étudient la possibilité d'améliorer les cellules solaires pour le département de l'Énergie et la gazéification du charbon pour l'agence de protection de l'environnement en 1979. RTI forme des employés du gouvernement chinois à l'utilisation de modèles informatiques pour prévoir les schémas de pollution avant les Jeux olympiques de 2008 à Pékin.
Une enquête de RTI en 1973, commandée par le Bureau des narcotiques et des drogues dangereuses, confirme des recherches antérieures qui n'ont trouvé aucun lien entre la consommation de drogues et les crimes violents, malgré les perceptions antérieures des consommateurs d'héroïne comme étant plus enclins à la violence. Une étude de 1975 pour le National Institute of Alcohol Abuse and Alcoholism révèle que 28 % des 13 000 adolescents interrogés sont des « buveurs problématiques », malgré leur âge. Une étude réalisée en 1996 et financée par le Pentagone révèle que l'abus de drogues dans l'armée a diminué de 90 % depuis 1980.
En 1975, le RTI recommande au Bureau de la Monnaie d'arrêter la production coûteuse de pennies et de remplacer les demi-dollars par une nouvelle pièce d'un dollar,,. En 2001, est créé un nouveau matériau à super-réseau en film mince qui utilise l'effet thermoélectrique pour refroidir les microprocesseurs. Une étude réalisée en 2009 par le RTI et les centres pour le contrôle et la prévention des maladies et publiée dans Health Affairs estime que l'obésité aux États-Unis entraîne une augmentation des coûts des soins médicaux de 147 milliards de dollars par an,. RTI a également développé un programme de mesure des compétences en lecture, l'EGRA (Early Grade Reading Assessment - évaluation de la lecture en début de scolarité), pour l'USAID et la Banque mondiale. L'EGRA est utilisé dans 70 langues et 50 pays.
Dans les années 1980, RTI crée et distribue le système d'évaluation et de conception de l'architecture (ADAS), un ensemble de logiciels permettant de modéliser des systèmes complexes. Les programmes ADAS sont produits jusqu'au milieu des années 1990.
RTI commence à travailler pour l'Agence américaine pour le développement international (USAID) après le début du conflit entre l'Irak et les États-Unis en 2003. Le travail de l'USAID représente 35 % des revenus de RTI en 2010. Sous l'ancien régime fortement centralisé de l'Irak, les citoyens n'ont pratiquement aucune expérience de la gouvernance locale ou de la participation active au processus de gouvernement. Pour informer et former les Irakiens aux systèmes de gouvernance locale, RTI finit par ouvrir des bureaux dans les dix-huit provinces du pays. Une équipe de 200 personnes originaires de 33 pays, complétée par l'embauche de 800 Irakiens, est déployée.
En 2004, Nextreme se détache de RTI pour développer commercialement un matériau thermoélectrique pour les semi-conducteurs,. En octobre 2018, RTI publie une étude montrant que les héroïnomanes qui utilisent des bandelettes de test du fentanyl sont plus susceptibles d'adopter des habitudes de consommation plus sûres.